# American Film Institute Life Achievement Awards
Pour les articles homonymes, voir Life Achievement Award.

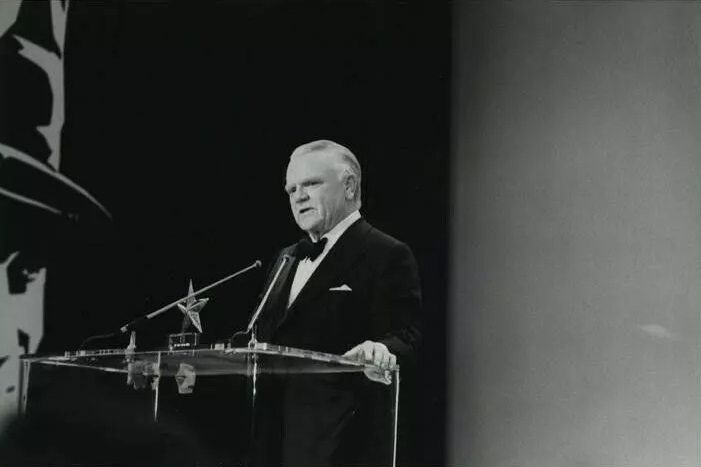
James Cagney reçoit le prix AFI Lifetime Achievement Award (1974)

Les American Film Institute Life Achievement Awards sont des récompenses honorifiques remises chaque année depuis 1973 par l'American Film Institute (AFI) à un acteur ou un réalisateur ayant accompli une carrière remarquable au cinéma.
Le plus jeune récipiendaire est Tom Hanks, récompensé à l'âge de 45 ans en 2002. La doyenne est Lillian Gish, récompensée à 90 ans en 1984.

## Palmarès
- 1973 : John Ford (79 ans)
- 1974 : James Cagney (74 ans)
- 1975 : Orson Welles (59 ans)
- 1976 : William Wyler (73 ans)
- 1977 : Bette Davis (68 ans)
- 1978 : Henry Fonda (72 ans)
- 1979 : Alfred Hitchcock (79 ans)
- 1980 : James Stewart (71 ans)
- 1981 : Fred Astaire (81 ans)
- 1982 : Frank Capra (84 ans)
- 1983 : John Huston (76 ans)
- 1984 : Lillian Gish (90 ans)
- 1985 : Gene Kelly (72 ans)
- 1986 : Billy Wilder (79 ans)
- 1987 : Barbara Stanwyck (79 ans)
- 1988 : Jack Lemmon (63 ans)
- 1989 : Gregory Peck (72 ans)
- 1990 : David Lean (82 ans)
- 1991 : Kirk Douglas (74 ans)
- 1992 : Sidney Poitier (65 ans)
- 1993 : Elizabeth Taylor (61 ans)
- 1994 : Jack Nicholson (56 ans)
- 1995 : Steven Spielberg (48 ans)
- 1996 : Clint Eastwood (65 ans)
- 1997 : Martin Scorsese (54 ans)
- 1998 : Robert Wise (83 ans)
- 1999 : Dustin Hoffman (61 ans)
- 2000 : Harrison Ford (57 ans)
- 2001 : Barbra Streisand (58 ans)
- 2002 : Tom Hanks (45 ans)
- 2003 : Robert De Niro (59 ans)
- 2004 : Meryl Streep (54 ans)
- 2005 : George Lucas (60 ans)
- 2006 : Sean Connery (75 ans)
- 2007 : Al Pacino (67 ans)
- 2008 : Warren Beatty (71 ans)
- 2009 : Michael Douglas (64 ans)
- 2010 : Mike Nichols (78 ans)
- 2011 : Morgan Freeman (74 ans)
- 2012 : Shirley MacLaine (78 ans)
- 2013 : Mel Brooks (86 ans)
- 2014 : Jane Fonda (76 ans)
- 2015 : Steve Martin (69 ans)
- 2016 : John Williams (84 ans)
- 2017 : Diane Keaton (71 ans)
- 2018 : George Clooney (57 ans)
- 2019 : Denzel Washington (64 ans)
- 2022 : Julie Andrews (86 ans)
- 2024 : Nicole Kidman (56 ans)
- 2025 : Francis Ford Coppola (86 ans)